# الفرسهاوزن
الفرسهاوزن (به آلمانی: Elfershausen) یک منطقهٔ مسکونی در آلمان است که در Bad Kissingen واقع شده‌است. الفرسهاوزن ۲٬۹۹۰ نفر جمعیت دارد.